# María Ester Brandan
María Ester Brandan Siqués es una física, catedrática e investigadora chilena del Instituto de Física de la Universidad Nacional Autónoma de México, ganadora de la Medalla al Desarrollo de la Física en México 2003 y del Premio Universidad Nacional en el área de Investigación en Ciencias Exactas en 2013. Sus áreas de investigación abarcan la Física nuclear, Física de radiaciones y la Física médica, rama en la que fue pionera en México y por la que se le dio la distinción de Investigadora Emérita por parte del Sistema Nacional de Investigadores en 2019. Adicional a la investigación, se ha desempeñado en la docencia en la Facultad de Ciencias y del Posgrado en Ciencias Físicas, ambos de la UNAM. Propuso e impulsó la creación del programa de Maestría en Física Médica en la UNAM. Además, ha desempeñado labores de divulgación científica como autora.

## Estudios
Obtuvo, en 1974, el grado de licenciada en Ciencias con mención en Física en la Facultad de Ciencias de la Universidad de Chile y, en 1979, el grado de doctora en Física de parte de la Universidad de Wisconsin. Entre 1980 y 1981 realizó estancias posdoctorales en el Instituto de Física de la Universidad Nacional Autónoma de México (IFUNAM), y en el Institut des Sciences Nucléaires de Grenoble entre 1981 y 1982.  

## Trabajo
Fue profesora adjunta en la Universidad de Chile por dos años e ingresó al IFUNAM en 1985 como investigadora asociada C, y como titular C desde 1991. Fue nombrada nivel III del Sistema Nacional de Investigadores en 1991 e investigadora Emérita en 2019.
Posterior a la obtención del grado de doctora, su trabajo se centró en la física nuclear experimental de iones pesados, con énfasis en la interacción de núcleos complejos. En 1982, en un artículo publicado en Physical Review, reportó que la dispersión entre los núcleos ¹²C-¹²C a energías consideradas intermedias mostraba la presencia de arcoíris nucleares en la distribución angular. Este trabajo permitió determinar las propiedades del potencial nuclear complejo en varios sistemas de núcleos. En 1988, también en un artículo publicado en la misma revista, Brandan propuso potenciales dependientes de la energía con propiedades muy específicas: una atracción fuerte unida a una absorción débil. En ese mismo año publicó su primer artículo con George Raymond Satchler[1], del Laboratorio Nacional Oak Ridge, con quien colaboró por más de una década, al trabajar con métodos de convolución para el cálculo de la parte real del potencial a partir de una interacción efectiva nucléon-nucleón y con quien comparte la autoría del trabajo titulado The interaction between light heavy-ions and what it tell us, el trabajo de Brandan Siqués más citado. También colaboró con K. W. McVoy, de la Universidad de Wisconsin, con quien publicó en 1998 un artículo[2] que les permitió interpretar los fenómenos refractivos en términos de trayectorias. Actualmente, sus áreas de investigación van de la física nuclear y dosimetría, a las aplicaciones de la física en medicina.
En 1995 inició su trabajo experimental de dosimetría dentro del Instituto de Física de la UNAM, en el estudio de las propiedades de los materiales dosimétricos irradiados con iones de baja energía, encaminados a temas de medicina. Este trabajo la llevó a participar, con expertos de la Secretaría de Salud, en la conformación de la Norma Oficial Mexicana para servicios de diagnóstico en rayos X de 1997; a ser miembro fundadora del Programa de Física Médica de la UNAM, y socia de la División de Física Médica de la Sociedad Mexicana de Física. Actualmente, sus líneas de investigación incluyen la optimización de la calidad de la imagen y dosis en sistemas de imágenes médicas; la resta de imágenes clínicas y pre-clínicas para estudios biomédicos y evaluación de parámetros de textura en imágenes y de densidad mamaria a partir de mamografías, y las propiedades básicas y el uso clínico de los sistemas dosimétricos.
En 1997, la Sociedad Estadounidense de Física (American Physical Society, APS) la nombró fellow por "sus contribuciones a la comprensión teórica de la interacción entre iones pesados, deducida del análisis de su dispersión en términos de fenómenos refractivos". En 2003, recibió el Premio Sociedad Mexicana de Física al Desarrollo de la Física en México por su trabajo de investigación y formación de recursos humanos en el área de Física Nuclear Experimental y Física Médica.

En 1987 se publicó la primera edición de su libro Armas y explosiones nucleares: la humanidad en peligro y, en 1998, junto con Rodolfo Díaz Perches y Patricia Ostrosky, publicó el libro titulado La radiación al servicio de la vida, ambos del Fondo de Cultura Económica.  

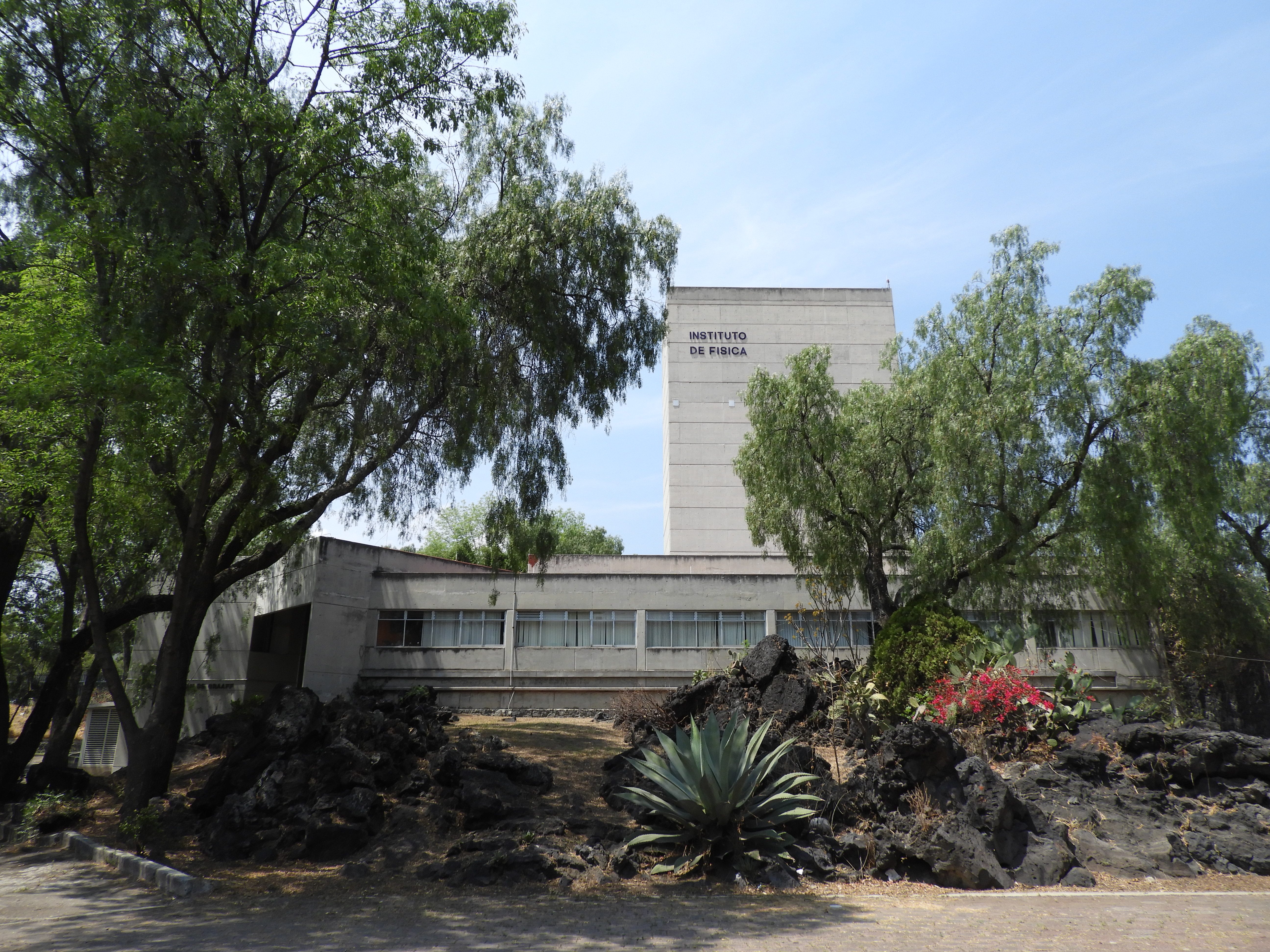
Instituto de Física de la UNAM, lugar donde la doctora Brandan Siqués desarrolla su trabajo científico como investigadora desde 1985.

## Premios y distinciones
- Sor Juana Inés de la Cruz, Reconocimiento, 2020[19]

- International Day of Medical Physics Award, Latinamerican region , Reconocimiento, 2018

- Fellow de la American Association of Physicists in Medicine, Distinción, 2018

- Miembro de la International Commission on Radiation Units and Measurements (ICRU), 2014.[20]

- Premio Universidad Nacional (Investigación en Ciencias Exactas), Premio, 2013[1]

- Fellow, Academia Mundial de Ciencias (The World Academy of Sciences, TWAS), Reconocimiento, 2011[21]
- Miembro (2004) Presidenta (2010-2013) de la International Solid State Dosimetry Organization (ISSDO)[22][23]

- Medalla al Desarrollo de la Física en México, Sociedad Mexicana de Física, Medalla, 2003[24]

- Fellow, American Physical Society, Nuclear Physics Division, Distinción, 1997[24]